# Jiří Srnka

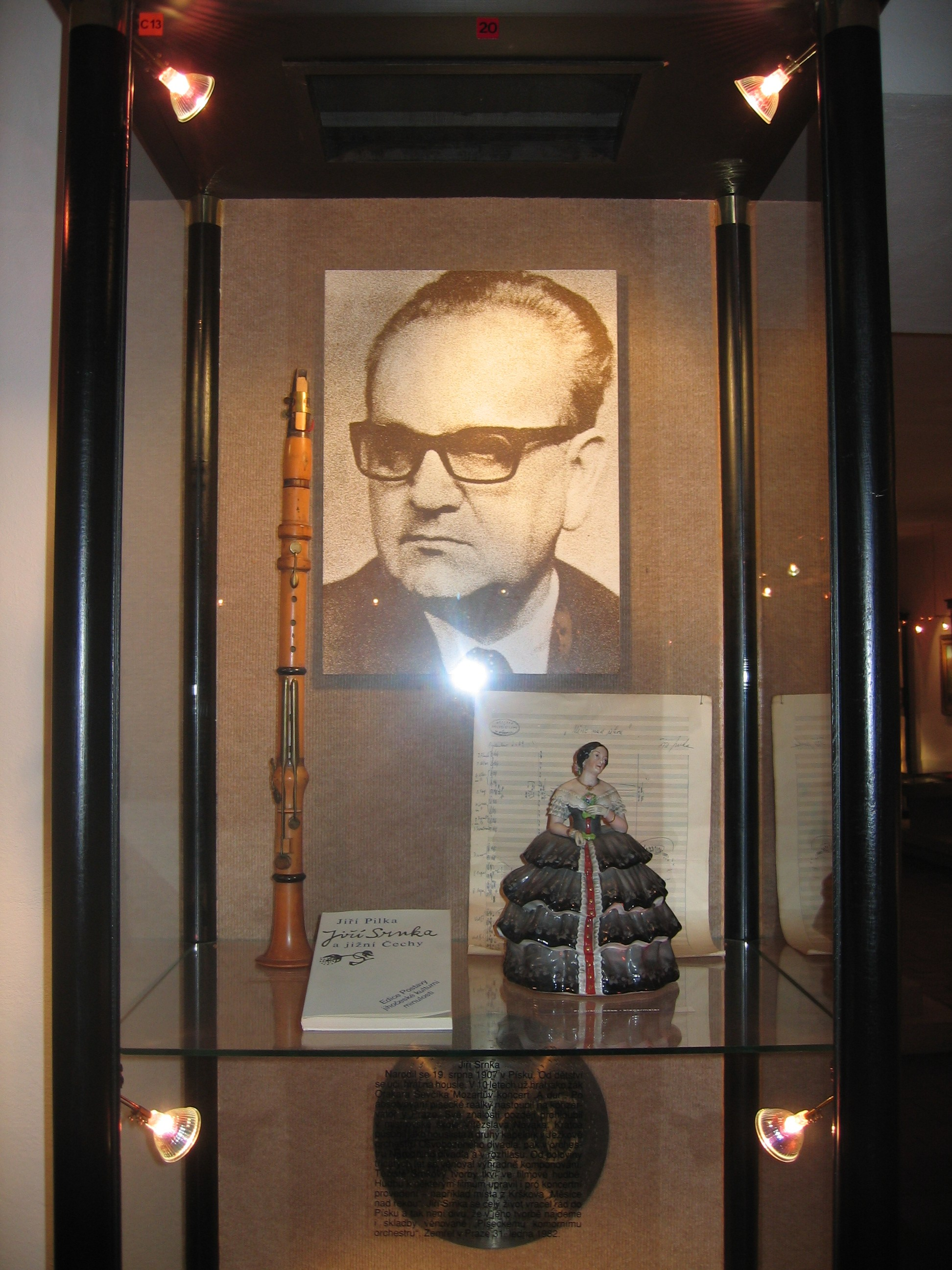
Exposice v Prácheňském muzeu v Písku

Jiří Srnka, známý také jako Georg Sirnker (19. srpna 1907 Písek – 31. ledna 1982 Praha), byl český hudební skladatel.

## Život
Jiří Srnka se narodil v Písku v rodině natěrače Matěje Srnky a jeho ženy Marie rodem Bílkové. Již od svých osmi let byl žákem legendárního houslového pedagoga Otakara Ševčíka. Pod jeho vedením hrál již v deseti letech Mozartův houslový koncert A-dur. Po maturitě na gymnáziu v roce 1922 vstoupil na Pražskou konzervatoř, kde studoval hru na housle u Jana Mařáka a Jindřicha Felda a skladbu u Otakara Šína. Absolvoval rovněž mistrovskou školu u Vítězslava Nováka a mikrotonální oddělení Aloise Háby.
Po dokončení studia byl houslistou a kapelníkem v Osvobozeném divadle, v orchestru Jaroslava Ježka. V roce 1931 si i zahrál úlohu dirigenta ve filmu Voskovce a Wericha Pudr a benzin. Krátce působil v orchestru Národního divadla a v Symfonickém orchestru Československého rozhlasu. V letech 1950–1953 pracoval jako externí učitel v kabinetu hudby Filmové fakulty Akademie múzických umění v Praze.
S filmem se seznámil v roce 1936 jako člen skupiny mladých dokumentaristů vedených režisérem Jiřím Weissem a jeho první filmovou hudbou byl právě Weissův dokument Dejte nám křídla. Filmová hudba se stala jeho celoživotním posláním. Vedle Otakara Jeremiáše a E. F. Buriana se stal vůdčí a průkopnickou osobností filmové hudby u nás, ale řada jeho děl je mimořádným přínosem pro filmovou hudbu světovou. Napsal hudbu k téměř dvěma stům celovečerních filmů (např. Krakatit, Jan Hus, Dařbuján a Pandrhola), ale i mnoha seriálům (např. F. L. Věk). Jeho poslední filmovou hudbou byla v roce 1977 hudba ke snímku režiséra Ivo Tomana Ve znamení Tyrkysové hory.
Mimo filmové hudby komponoval i scénickou hudbu k činoherním dramatům a napsal i celou řadu vokálních i instrumentálních skladeb.

## Citát
V letech 1940–1943 vytvořil 6 scénických hudeb pro Městská divadla pražská…Jeho práce se vyznačovaly velkou invencí a rozsáhlým uplatněním modernistických kompozičních technik. Bohatě rozvinuty v melodické složce působily výrazem vroucí citlivosti. Nicméně do osobitosti jeho pozdějších filmových a divadelních hudeb měly daleko, neboť žádný z přidělených úkolů Srnkovi neumožňoval projevit se v poloze, která mu – jak ukazovaly např. jeho hudby k filmům V. Kršky – bytostně vyhovovala, v poloze snivého lyrismu, spjatého s prožitkem jihočeské přírody. 
Bořivoj Srba

## Ocenění
Za svá díla získal řadu cen a vyznamenání.
- Národní cena za hudbu k filmu Ohnivé léto (1940)
- Státní cena za práci v oboru filmové hudby (1958)
- Státní cena za hudbu k filmu Němá barikáda (1949)
- Laureát státní ceny II. st. za hudbu k filmu Měsíc nad řekou (1954)
- Titul Zasloužilý umělec (1967)

## Hudba k celovečerním filmům
- Včera neděle byla (1938)
- Dvojí život (1939)
- Ohnivé léto (1939)
- Teď zas my (1939)
- Maskovaná milenka (1940)
- Minulost Jany Kosinové (1940)
- Pohádka máje (1940)
- Směry života (1940)
- Modrý závoj (1941)
- Rukavička (1941)
- Turbina (1941)
- Okouzlená (1942)
- Přijdu hned (1942)
- Velká přehrada (1942)
- Bláhový sen (1943)
- Druhý výstřel (1943)
- Mlhy na Blatech (1943)
- Šťastnou cestu (1943)
- Děvčica z Beskyd (1944)
- Kluci na řece (1944)
- Skalní plemeno (1944)
- Rozina sebranec (1945)
- Řeka čaruje (1945)
- Z růže kvítek (1945)
- Nezbedný bakalář (1946)
- Pancho se žení (1946)
- Předtucha (1947)
- Uloupená hranice (1947)
- Znamení kotvy (1947)
- Bílá tma (1948)
- Krakatit (1948)
- Dva ohně (1949)
- Němá barikáda (1949)
- Poslední výstřel (1950)
- Vstanou noví bojovníci (1950)
- Akce B (1951)
- Cesta ke štěstí (1951)
- Perníková chaloupka (1951)
- Nástup (1952)
- Usměvavá zem (1952)
- Jestřáb kontra Hrdlička (1953)
- Měsíc nad řekou (1953)
- Můj přítel Fabián (1953)
- Přicházejí z tmy (1953)
- Dny a noci (studentský film, 1954)
- Jan Hus (1954)
- Stříbrný vítr (1954)
- Jan Žižka (1955)
- Něco se tu změnilo (1955)
- Punťa a čtyřlístek (1955)
- Hra o život (1956)
- Hrátky s čertem (1956)
- Proti všem (1956)
- Vina Vladimíra Olmera (1956)
- Padělek (1957)
- Ročník 21 (1957)
- Vlčí jáma (1957)
- Dnes naposled (1958)
- Občan Brych (1958)
- Dařbuján a Pandrhola (1959)
- První parta (1959)
- Romeo, Julie a tma (1959)
- Sny na neděli (1959)
- Bílá spona (1960)
- Osení (1960)
- Policejní hodina (1960)
- Noční host (1961)
- Pouta (1961)
- Zbabělec (1961)
- Deštivý den (1962)
- Horoucí srdce (1962)
- Doktorská pohádka (1963)
- Hlídač dynamitu (1963)
- Zlaté kapradí (1963)
- Loupežnická pohádka (1964)
- Puščik jede do Prahy (1965)
- Zlatá reneta (1965)
- Romance pro křídlovku (1966)
- Broučci (seriál, 1967)
- Lucerna (TV film, 1967)
- Princezna Pampeliška (TV film, 1967)
- Těžká srdeční komplikace (TV film, 1967)
- Třináctá komnata (1968)
- Kladivo na čarodějnice (1969)
- Lidé na křižovatce (TV film, 1970)
- Hostinec U koťátek (seriál, 1971)
- F. L. Věk (seriál, 1971)
- Tulácká pohádka (1972)
- Vodnická pohádka (1973)
- Lužickosrbské bajky (seriál, 1974)
- Lístek do památníku (TV film, 1975)
- Ve znamení Tyrkysové hory (1977)